# 239 pr. n. št.

## Smrti
- Antigon II. Gonat,  makedonski grški vladar (* 320 pr. n. št.)